# Freusburger Mühle

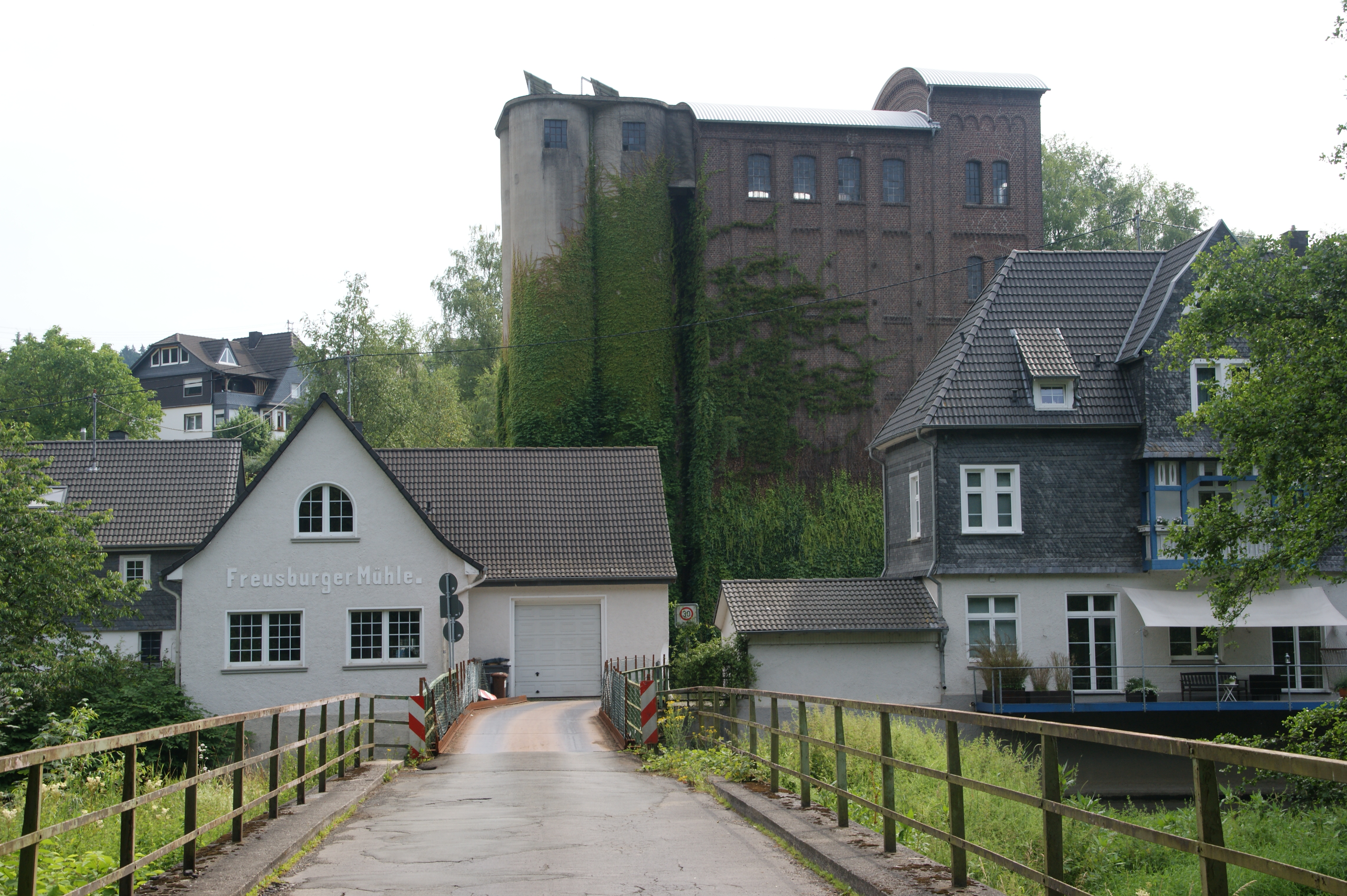
Freusburger Mühle

Die Freusburger Mühle ist eine ehemalige mit Wasserkraft betriebene Kornmühle im Ortsteil Freusburg der Stadt Kirchen im Landkreis Altenkirchen (Westerwald).

## Geschichte
Erstmals urkundlich erwähnt wurde die Mühle im Jahr 1437 in einer Schenkungsurkunde des Grafen Diederich zu Sayn, Herr zu Homburg und Freusburg.
Ursprünglicher Standort der Mühle war rechtsseitig der Sieg unterhalb des Burgbergs, auf dem die Freusburg thront. 1611 lieferte die Freusburger Mühle Korn für die Grafen von Sayn auf die Freusburg. Vermutlich im 17. Jahrhundert wurde der Standort der Mühle auf die andere Siegseite, etwas weiter stromab verlegt, um ein größeres Gefälle nutzen zu können.
Bis 1845 war die Freusburger Mühle eine Bannmühle. Die Untertanen der Herrschaft Freusburg durften ihr Getreide nur dort mahlen lassen. Danach war der Mahlzwang aufgehoben. 1888 wurde die Leistungsfähigkeit der Mühle durch Einbau von Walzenstühlen ausgebaut, so dass dann auch die Verarbeitung von Importgetreide möglich wurde. Der Vertrieb des Mehles reichte bis in das Sauerland und auf den Westerwald und zuletzt sogar bis an Rhein und Ruhr. 1978 wurde der Mahlbetrieb eingestellt. Heute besteht dort nur noch eine kleine Wasserkraftnutzung zur Gewinnung elektrischer Energie und die historischen Gebäude wurden bereits teilweise anderen Nutzungen zugeführt.